# Rio Călmăţuiul Sec
O Rio Călmăţuiul Sec é um rio da Romênia, afluente do Rio Călmăţui, localizado nos distritos de Olt e Teleorman.